# Haemodorum coccineum
Haemodorum coccineum är en enhjärtbladig växtart som beskrevs av Robert Brown. Haemodorum coccineum ingår i släktet Haemodorum och familjen Haemodoraceae. Inga underarter finns listade.